# Ворожейкино
Вороже́йкино — посёлок в Рассказовском районе Тамбовской области Российской Федерации. Входит в состав Хитровского сельсовета.
С 1861 по 1919 год деревня входила в состав Нижнеспасской волости Тамбовского уезда. С 1919 по 1924 — в Хитровской. С 1924 по 1928 — в Рассказовской. С 1928 — в Хитровский сельсовет Рассказовского района.

## География
Деревня находится в центральной части Тамбовской области, в лесостепной зоне, 3,8 км к северу от Хитрово, 13 км к югу от Рассказово и в 43 км к юго-востоку от Тамбова. Расположена при Мереновском пруде.

### Климат
Умеренно континентальный климат, с умеренно холодной, снежной зимой и тёплым, влажным летом. Минимальное количество осадков выпадает в марте — 31 мм. Наибольшее количество осадков обычно выпадает в июле — в среднем 67 мм. Самый жаркий месяц года — июль, средняя температура в середине лета +20,2°C. Самый холодный месяц — январь, средняя температура − 9,8°C.

## История

### XIX век
Земли в районе современного расположения деревни в XVIII веке принадлежали Спасскому монастырю, до этого местность не была плотно заселена и называлась «Диким полем».
До основания деревни это были выселки-хутора монастырских крестьян Нижнеспасской волости на рубеже конца XVIII— начала XIX веков. Основное занятие тех хуторов было земледелие. После национализации церковных земель крестьяне стали государственными, что поспособствовало их быстрому расселению по территории и основанию деревни. Подобно заселялась и деревня Озёрки.
Ворожейкино впервые упоминается в документах ревизской сказки 1834 года как «деревня Ворожейкина, Берёзовка тож».
Во время проведения X ревизии в 1856 году деревня насчитывала 20 дворов с населением 208 жителей.
Также упоминается в списке населённых мест Тамбовской губернии 1862 года под № 141 как деревня Ворожейкино (Мереновка, Берёзовка). В то время она насчитывала 28 дворов в которых проживало 97 душ мужского и 116 душ женского пола. Находилась при пруде.
В 1873 году деревня насчитывала 208 душ мужского пола.
В 1882 году 27 домохозяев были вынуждены для уплаты податей сдать в аренду по 1/4 десятины от каждого своего душевого надела на 6 лет по 65 р за десятину за весь срок (с получением всей суммы за 6 лет вперёд).
В 1884 году деревня насчитывала 41 двор с населением 325 человек.2 солдата на действительной службе, число лиц сдающих часть надела - 3, сдающий весь надел - 11, имеющих надел и обрабатывающих его лично - 27. 28 дворов снимали в аренду 185 десятин пахотной земли. Количество скота: лошадей - 164, коров - 87, овец - 495, свиней - 122.
В период с 1870 по 1886 г. в деревне произошли 6 крупных пожаров, из всех 44 домохозяев пострадали 20, всего сгоревших строений - 56. Сумма выданная на восстановление - 1238 руб.
В 1892 году открывается церковно-приходская школа. Это было съёмное помещение, представлявшее из себя избу, покрытую соломой, с одной классной комнатой, с окном слева от входа, помещалась с квартирой хозяина. За помещение платили 30, 60 копеек рублей в год. Из недостатков там было тесно, низко и темно. Число обучающихся — 31. 
В 1897 году деревня насчитывала 434 жителя.Относилась к Коптевскому медицинскому участку, в 10 верстах от него.

### Начало XX века
В 1903 году деревня насчитывала 65 дворов. Плотников — 3, печников — 1, сапожников — 4, портных — 2. Крестьяне имели надел, в среднем 4,7 десятины (высокий надел). 20 домохозяйств сдавали земли в аренду. 7 дворов пользовались купчей землёй. Всего арендной земли было 444. Лошадей — 140, рогатого скота — 78, свиней — 10.
Поскольку в данной местности мало деревьев их рубку крестьяне производили не каждый год, а когда сочли нужным, по особенной надобности, например, в случае пожара и для продажи, чтобы выручить деньги на подати.
В 1905 году дворяне Леонид и Эммануил (1860) Вальдгардты заключили шестилетний арендный договор (4 048 руб. 41 коп. ежегодно) своего имения старый Хитровский хутор: с крестьянами деревни Ворожейкино Тимофеем (1874) и Иваном (1884) Сергеевичами Ворожейкинами, а также с семьёй Григорьевых (Егор (1872), Анисим (1854), Алексей (1862) и Андрей (1869) Ивановичи) и крестьянином Хитрова Фёдором Пахомовичем Цукановым (1842). В 1906 году Тамбовское отделение государственного крестьянского поземельного банка выдало ссуду Ворожейкинскому товариществу для покупки земли у землевладельца А. П. Вальдгардт при с. Хитрово.
В 1910 году крестьяне деревни имели в пользование 460 десятин земли.За этот год заболели: дифтерией - 1, оспой - 2, сыпным тифом - 1, неопределённым тифом - 2, инфлуэнца - 7, малярией - 5, сифилисом II - 29, сифилисом III - 15, рожой - 1.
Упоминается в епархиальных сведениях 1911 года, как «Деревня Ворожейкино, Мереновка тож». В ней числилось 69 дворов крестьянских с населением: мужского пола — 286, женского пола — 279 человек; всего 565 жителей. Имелась одна смешанная одноклассная церковно-приходская школа.
4 апреля 1911 года дворянин Эммануил Вальдгардт продал часть своего имения старый Хитровский хутор (61 и 55 десятин, находилось к югу от Ярословки) группе крестьян, среди которых были братья Тимофей и Иван Ворожейкины — уроженцы деревни Ворожейкино, ранее уже арендовавшие эту землю. В 1914 году они заложили свои наделы в имении в Торговом доме "Братья Казаковы" в селе Рассказово, чтобы получить ссуду сроком на 7 лет размером 13000 рублей под 9 % годовых.
В 1912 году крестьяне самовольно разобрали рожь из своего общественного хлебозапасного магазина. По этому поводу было проведено расследование Тамбовским губернским по делам присутствия.
Ворожейкино относилось к приходу Никольской церкви села Хитрово. Основную массу составляли крепкие крестьяне собственники — середняки и кулаки.Тип почвы - чернозём. Форма землевладения — общинная.
В 1914 году в деревне проживают 598 жителей. Престольный праздник - Покров День (1 октября, в честь престола Нижнеспасской церкви). Дома были расположены тесно вплотную друг к другу. 

### Советский период
Во время выборов в Учредительное собрание (с 12 по 14 ноября 1917 г.) Ворожейкино вместе с Озёрками относились к 153-му избирательному участку.
В 1919 году селения Ворожейкино и Озёрки Нижнеспасской волости перечислены в Хитровскую волость Тамбовского уезда
В 1920—1921 годах во время Тамбовского восстания деревня была в среде восставших, здесь, в районе Хитрово, она оказалась в центре восстания. Среди восставших был средняк Алексей Иванович Ворожейкин (1883), по его инициативе в самом начале восстания совместно с людьми Матюхина в августе 1920 года было расстреляно несколько человек коммунистов села Хитрова, в том числе А.И. Алёхин и Фарафонов. Большевики несколько раз проезжали через деревню, главным образом преследуя отступавших крестьян.
В 1923 году деревня насчитывала 112 домохозяйств с населением 668 жителей.На тот момент школа перестаёт действовать.
Во время проведения политики раскулачивания и коллективизации в начале 1930-х, территория деревни вместе с сельхоз. имуществом были перераспределены к колхозу с. Хитрово. Впоследствии данной политики много жители деревни были репрессированы и эмигрировали большей частью в Рассказово.

## Население
| 2010 |
| ---- |
| 33   |

В 1897 году деревня насчитывала 434 жителя.
По данным Всесоюзной переписи 1926 года деревня насчитывала 133 домохозяйства с населением 612 жителей.
В 1932 году деревня насчитывала 642 жителя.
В 1989 году деревня насчитывала 71 житель.
В 2008 году деревня насчитывала 38 жителей.

## Фамилии
Все фамилии происходят от бывших монастырских крестьян Спасова Монастыря. Это: Барановы, Ворожейкины, Григорьевы, Кузнецовы, Коломниковы, Котовы, Леонтьевы, Строковы.

## Инфраструктура
В 1941 году деревня насчитывала 70 домохозяйств.

## Транспорт
Деревня доступна автотранспортом по региональной трассе 68Н-043. Остановка общественного транспорта «Ворожейкино».